# لاله‌زار (آلبوم)
لاله‌زار نام آلبوم ابی است که در مردادماه ۱۳۹۸ (اوت ۲۰۱۹) منتشر شده‌است. این آلبوم پنج سال پس از آلبوم جان جوانی ابی منتشر شد. آلبوم لاله‌زار دارای ۱۱ ترانه است که با کمک هنرمندان جوان در داخل و خارج ایران، تهیه شده‌است. این آلبوم به لحاظ سبک و محتوی دارای ویژگی‌های متمایز نسبت به آلبوم‌های قبلی ابی است. به عنوان مثال، اشعار تمامی ترانه‌ها توسط یغما گلرویی سروده شده‌است و موسیقی آن نیز توسط اشکان دباغ ساخته شده‌ است که هر دوی آنها از هنرمندان ساکن ایران هستند . اما یکی از اهنگ های این آلبوم توسط سعید زمانی ساخته و تنظیم شده است. 
به گفتهٔ گردآورندگان، این آلبوم گوشه‌هایی از زندگی و تجربیات هفتاد ساله ابی را با طرفدارانش به اشتراک می‌گذارد. فضای آلبوم عاشقانه، نوستالژیک و سیاسی است که به این لحاظ مشابه با سبک ابی در سایر آلبوم‌های وی می‌باشد.

## نظرات
به گفته تهیه کنندگان این آلبوم، ابی با دقت و وسواس زیادی ترانه ها و ملودی ها را انتخاب کرده است و تمامی مراحل ضبط و تنظیم این پروژه موسیقایی با نظارت مستقیم او صورت گرفته است. آنها یادآور می شوند، هر چند که ترانه ها سروده شاعر است و ملودی ها را نیز آهنگساز ساخته است، ولی آنها عواطف و احساسات شخصی ابی را بیان می کنند و او با اجرای این آثار، گوشه هایی از زندگی و تجربیات هفتاد ساله خود را با طرفدارانش به اشتراک می گذارد. این آلبوم به‌صورت رایگان در دسترس علاقه‌مندان قرار گرفت. یغما گلرویی شاعر این آلبوم آن را گُذر از ترانه‌ی نوین و گام نهادن در ساحتِ «ترانه‌ی پیشرو» می‌داند.

## فهرست آهنگ‌ها
| #  | نام ترانه               | ترانه‌سرا    | آهنگساز    | تنظیم کننده |
| -- | ----------------------- | ----------- | ---------- | ----------- |
| ۱  | جهان بدون تو (پیش‌درآمد) | (بی‌کلام)    | اشکان دباغ | اشکان دباغ  |
| ۲  | جهان بدون تو            | یغما گلرویی | اشکان دباغ | اشکان دباغ  |
| ۳  | قلب‌قاپ                  | یغما گلرویی | اشکان دباغ | اشکان دباغ  |
| ۴  | لاله‌زار                 | یغما گلرویی | اشکان دباغ | اشکان دباغ  |
| ۵  | جاده‌های نرفته           | یغما گلرویی | سعید زمانی | سعید زمانی  |
| ۶  | کوچه نسترن              | یغما گلرویی | اشکان دباغ | اشکان دباغ  |
| ۷  | دلم می‌خواد              | یغما گلرویی | اشکان دباغ | اشکان دباغ  |
| ۸  | شب یلدا                 | یغما گلرویی | اشکان دباغ | اشکان دباغ  |
| ۹  | شاهنومه                 | یغما گلرویی | اشکان دباغ | اشکان دباغ  |
| ۱۰ | چشمم به اون خونه‌ست      | یغما گلرویی | اشکان دباغ | اشکان دباغ  |
| ۱۱ | آخرین آهنگ              | یغما گلرویی | اشکان دباغ | اشکان دباغ  |

## حاشیه ها
- ترانهٔ کوچه نسترن مدتی قبل از انتشار این آلبوم همراه با موزیک ویدئو منتشر شده بود. این آهنگ در مورد جنگ هشت سالهٔ ایران و عراق است و انتشار آن واکنش‌های متفاوتی از سوی منتقدان و طرفداران این ترانه را در شبکه‌های اجتماعی به‌همراه داشت.